# Paulaner Brauerei Gruppe
Paulaner Brauerei Gruppe er en tysk bryggerikoncern med hovedkvarter i München. Det er et joint venture mellem Schörghuber Unternehmensgruppe (70 %) og Heineken N.V. (30 %).
De har over 14 forskellige ølmærker og tre datterselskaber.
I 1979 opkøbte Schörghuber bryggerierne Hacker-Pschorr og Paulaner.